# Pico's School
Pico's School (en español, Escuela de Pico) es un videojuego web del género point-and-click creado en 1999 y publicado el 30 de abril de 1999 por Tom Fulp en la página de Newgrounds, y hecho en Adobe Flash Player. La historia del juego está basada en la masacre de la Escuela Secundaria de Columbine, según su creador y argumento.
El videojuego fue muy bien recibido por la comunidad de Newgrounds tanto como usuarios que ha tenido cameos en proyectos de Newgrounds hasta también una serie derivada que fue desarrollada en el año 2000, su primer ejemplo de cameo fue Newgrounds Rumble, un videojuego de peleas con un tono a Super Smash Bros. de Nintendo
De acuerdo con la comunidad de Pico's School, tuvo un videojuego lanzado el 30 de abril de 2007 llamado "Pico Roulette", el cual, fue desarrollado por su mismo creador y 2 programadores, pero este videojuego fue cancelado de la página sin dejar rastro, aunque, este se podía jugar en Wayback Machine, pero debido al fin de Adobe Flash, fue descartado desde el 1 de enero de 2021.

## Jugabilidad
La jugabilidad del videojuego mezcla el género point-and-click con el de supervivencia, ya que en él se debe de derrotar a jefes de diferentes zona, llamados Alucard, Hanzou y Cassandra. El jugador tendrá que buscar una boca de incendio, una llave que tiene Alucard, lentes para ver en la oscuridad de Hanzou, el arma del conserje y la llave de la profesora de Pico.

## Objetos
En el videojuego hay en total 5 Objetos para escapar,  cada uno le pertenece a un personaje diferente, entre los objetos están:
- Una boca de incendio que está en un soporte cerca del aula de Pico.
- El arma del conserje que está en el cuarto del conserje.
- Una llave que tiene Alucard que le dará a Pico al derrotarlo.
- Lentes para ver en la oscuridad perteneciente a Hanzou
- Llave de la profesora que se consigue al conseguir los lentes de la oscuridad al ver el fuego en el jefe final.

Incluso hay un objeto para recuperar la salud de Pico, el cual es la hierba medicinal, este aparece en un casillero verde al abrir con la llave de Alucard, el cual servirá para el jefe final.

## Personajes
- Pico: El protagonista del juego.
- Nene: Una de las amigas-enemigas de Pico. Tiene una bincha en el pelo de color rosa al igual que su vestido de color Rosa. Sufre de herpes en los labios. Es una amante del rosa
- Darnell: Uno de los personajes episódicos del juego. Tiene un cabello puntiagudo hacia la izquierda de color gris oscuro, piel morena similar al de un chocolate, una camiseta morada oscura con mangas de color amarillo y un pantalón azul con zapatos blancos.
- Alucard: Un personaje secundario. Tiene unos lentes circulados, un afro de tamaño un poco pequeño y piel morada. Es un estudiante que tiene poderes ligeramente telequinéticos.
- Hanzou: Una ninja azul con pelo rojo y un sable y usa unas sandalias de madera y tiene unos lentes rojos y amarillos para ver en la oscuridad.
- Cyclops: Un personaje con parche para el ojo, un cabello rosado, chaqueta de cuero y una pistola.
- Cassandra: La principal enemiga de Pico. Tiene un cabello rojo oscuro con líneas puntiagudas hacia arriba y una vestimenta negra con zapatos negros.

## Argumento
El videojuego se centra en un chico llamado Pico, el cual está en la escuela aprendiendo sobre bananas y manzanas. Luego la clase es interrumpida por una alumna llamada Cassandra que dispara al aula para luego ser censurada por un mensaje que dice que la computadora del que juega el jugador no es potente para verlo sin censura, el cual provoca que Pico se desmaye. Después empieza el jugador a jugar, y tendrá que buscar pistas (objetos) para buscar una forma de salir de la escuela, pero no será fácil porque habrá jefes como Alucard, un estudiante que estudia en el aula de al lado del aula de Pico que tiene poderes telequinéticos y Hanzou, un ninja azul que se encuentra en el baño de mujeres. Pico tendrá que responder y decir la respuesta a un alumno que tiene un parche para el ojo y que tiene un cabello rosado hacia adelante llamado Cyclops, aunque éste dice que es posible de que Cassandra esté enamorada de Pico, si el jugador toca el arma que se encuentra en la puerta del Jaimitor (conserje) en la fase del personaje, aparecerá que estaba diciendo a Pico que solo bromeaba y que lo perdone, aunque si el jugador toca otra vez a él lo matará disparándole al rostro. Después tendrá que tener la llave que se puede conseguir al ganarle la batalla a Alucard, el cual estará Cassandra para decirle a Pico que es un bastardo ruidoso, Alucard intentará a atrapar a Pico agarrando los cadáveres de los estudiantes y el jugador lo ganara apuntando y clicando a Alucard cuando este se este confundiendo con dudas. Si el jugador gana a Alucard, será encerrado con las sillas del aula y se rendirá dando la llave para luego decir que se vaya para que deje de ser acosado.
Más tarde Pico tendrá que enfrentar a Hanzou en el baño de las mujeres en la derecha, el cual tendrá que apuntar la línea roja que se mueve y clickeando para bajar la vida de Hanzou a rojo y Pico consigue unos lentes amarillos y rojos para ver en la oscuridad. Después aparecerá una amiga de Pico llamada Nene (pronuncacion: Nay-nay. ney ney), el cual pide que muera por el tema de tener herpes simple en los labios, y Pico lo hará por su bien.
Después Pico tendrá que usar la boca de incendio para apagar el fuego que está en la habitación prohibida, y después tendrá que ir al aula donde pertenece para buscar la llave de la profesora para abrir la puerta, el cual llega la ambulancia y policía. Pico se entera de que Cassandra y uno de sus amigos van explotando la escuela con una bomba pero es interrumpido por el. Luego Cassandra mata a sus 2 amigos y se convierte en un monstruo negro y Pico tendrá que matar al pene del monstruo. 6 meses después, Pico vuelve a la escuela con un profesor masculino, el cual le dice a Pico que habrá estudiantes originarios del ghetto, y finalmente dice que le diga hola a sus nuevos compañeros, Pico no está agradecido y saca un arma, dejando la historia con los créditos.

## Secuela cancelada

### Historia
Tom Fulp, su creador, se enteró de que Pico se convirtió en la mascota de Newgrounds junto con su mascota "Tankman", y su recepción de análisis fue increíblemente perfecta que también tuvo cameos, y le gusto este resultado tanto que estaba en desarrollo de una secuela del juego junto con un compositor que hizo remix de la banda sonora de la primera entrega. Comunico a la gente de Newgrounds para agradecer por hacer que su juego sea inmediatamente bien recibido por recepciones y que por eso haría su secuela. Sin embargo, no dijo sus ideas, pero es que aparecía Darnell como compañero de Pico, el estilo de dibujo de Fulp era más buena que su anterior estilo (en el primer juego) y los estudiantes del ghetto serían los enemigos, además, se podía conocer el patio de la escuela luego de su cinemática.

### Cancelación
Por meses, la secuela no se había publicado todavía, y la comunidad de Newgrounds preguntó a Fulp porqué no publicó su secuela, pero Fulp no quiso decirlo por razones sin explicación y desconocidas. Por un momento se pensó que aun no había terminado, pero Fulp dijo la razón de porque no se publicó, y era porque su proyecto de la secuela del primer juego había sido cancelado respectivamente sin previo aviso. Desafortunadamente, Fulp no volvió a hablar sobre la secuela ni tampoco volvió a hablarse del mismo.

### Fan gamedel Día de los Inocentes
En el día de los inocentes de la década de 2010, un usuario de Newgrounds decidió hacer un fangame de Pico's School como si fuera una secuela. El fangame empieza con Pico con los estudiantes del ghetto y el profesor que iban a hablar sobre los vegetales, pero en instantes Pico pregunta al profesor que si puede ir al baño, y el profesor dice que puede ir y que vuelva rápido. En realidad, Pico iba a intentar escapar de la escuela para comprar un arma antes que los estudiantes tóxicos lo maten instantáneamente, y consigue salir por el portón principal por estar abierta, luego va a una tienda de armas e compra una, pero de un momento temporal explota y aparece un fondo amarillo, un texto que dice "LOL DÍA DE LOS INOCENTES" y aparece dos penes humanos que se mueven.

## Spin-off

### Pico Vs Uberkids
Pico Vs. Uberkids es un videojuego spin-off basado en el juego Piedra, papel o tijera desarrollado por el mismo creador del videojuego y publicado en el año 2000. Trata sobre un combate de ruleta con Uberkids.

#### Sinopsis
En el aula de Pico, el profesor dice que había 3 niños que eran hermanos gemelos del uber (un subgénero de personaje del juego), uno que se llama Ubersam, otro que se llama Uberfred y otro último que se llama Uberjon (Sam, Fred y Jon), y ellos estaban para hacer un dúo con Pico, Darnell y Nene. En ese momento, el profesor dice que el huérfano (Pico) diga de que sea el dúo, y Pico dice que sea "Piedra, papel o tijera", el profesor dice que es una gran idea y comienza su especulación, llamándolo "Rock Paper Scissors Roulette" (en español, Ruleta de Piedra Papel Tijera).

## Recepción
Pico's School tuvo críticas mixtas por diferentes debidos que se estuvieran viendo a continuación. La primera, es que su uso de armas que se ve en el juego era tan violenta y descosida por disparar partes intimas de la gente masculina como el pene humano. Luego, la segunda es por sus escalofriantes muertes de personajes, el cual se podía representar a Pico en el Game Over sangrando su intimo como el agua de una ballena saliendo, Cyclops que sufre un disparo contra su cara a los ojos luego de recibir un susto de tiros y a Alucard que se encierra automáticamente con las sillas de su salón, y la última es por promocionar las partes íntimas como para tener "relaciones sexuales". Sin embargo, la tercera fue cuestionada por la gente que malpensaría al juego por desconocidas razones luego de la parte intima del monstruo dentro de Cassandra. Durante su pendiente, había recibido críticas positivas por el tema de que a algunos les daba risa, tenían gusto a la animación, etc. A pesar de sus críticas, los usuarios de Newgrounds lo calificaron con 4 estrellas con 71 puntos (4.71 estrellas), siendo uno de los primeros videojuegos de Newgrounds con más estrellas de calificación.